# Gerardo Mascareño
Gerardo Luis Mascareño Zarate (Silver Spring, Maryland, Estados Unidos; 4 de julio de 1970) es un exfutbolista estadounidense que jugaba en la posición de Delantero.

## Trayectoria
Estuvo en muchos equipos diferentes entre los que se encuentran Puebla FC, Atlas de Guadalajara, Atlante FC, Club Deportivo Guadalajara, Pachuca CF, Monarcas Morelia, Club León.
Debutó con Puebla FC en la Temporada 90-91. El Torneo 94-95 lo jugó con el Atlante FC, después en la 95-96 jugó para el Atlas. Tuvo un paso por Chivas en el Verano 1998. En el Invierno 1998 llegó a los Tuzos y de ahí pasó al Monarcas Morelia.En el año 1998 se convirtió en el primer futbolista extranjero que jugó en el Club Deportivo Guadalajara, el cual se destacaba por jugar con únicamente jugadores mexicanos.

### Clubes
| Club               | País           | Año         |
| ------------------ | -------------- | ----------- |
| Los Angeles Lazers | Estados Unidos | 1988 - 1990 |
| Puebla F.C.        | México         | 1990 - 1994 |
| Atlante F.C.       | México         | 1994 - 1995 |
| Atlas F.C.         | México         | 1995 - 1997 |
| C.D. Guadalajara   | México         | 1998        |
| Pachuca C.F.       | México         | 1998 - 2000 |
| Monarcas Morelia   | México         | 2000 - 2001 |
| León A.C.          | México         | 2002        |
| Nacional Tijuana   | México         | 2002 - 2003 |

## Selección nacional
Mascareño aparece por única vez con la selección de México el 23 de octubre de 1996 en un encuentro amistoso contra Ecuador.
| Lugar de encuentro  | Fecha                 | Rival   | Resultado     |
| ------------------- | --------------------- | ------- | ------------- |
| Oakland, California | 23 de octubre de 1996 | Ecuador | ECU 1 – 0 MEX |